# Белови полиноми
Белови полиноми су значајни у комбинаторици, а облика су:
{\displaystyle B_{n,k}(x_{1},x_{2},\dots ,x_{n-k+1})}
{\displaystyle =\sum {n! \over j_{1}!j_{2}!\cdots j_{n-k+1}!}\left({x_{1} \over 1!}\right)^{j_{1}}\left({x_{2} \over 2!}\right)^{j_{2}}\cdots \left({x_{n-k+1} \over (n-k+1)!}\right)^{j_{n-k+1}},}
У горњем изразу сумира се по свим низовима j1, j2, j3, ..., jn−k+1 позитивних бројева тако да је
{\displaystyle j_{1}+j_{2}+\cdots =k} и {\displaystyle j_{1}+2j_{2}+3j_{3}+\cdots =n.}
Белови полиноми названи су у част америчкога математичара Ерика Темпла Бела.

## Потпуни Белови полиноми
Потпуни Белови полиноми се називају суме Белових полинома облика:
{\displaystyle B_{n}(x_{1},\dots ,x_{n})=\sum _{k=1}^{n}B_{n,k}(x_{1},x_{2},\dots ,x_{n-k+1})}
За разлику од њих полиноми {\displaystyle B_{n,k}} називају се парцијалним Беловим полиномима. Потпуни Белови полиноми могу да се представе и преко детерминанте тј:
{\displaystyle B_{n}(x_{1},\dots ,x_{n})=\det {\begin{bmatrix}x_{1}&{n-1 \choose 1}x_{2}&{n-1 \choose 2}x_{3}&{n-1 \choose 3}x_{4}&{n-1 \choose 4}x_{5}&\cdots &\cdots &x_{n}\\\\*1&x_{1}&{n-2 \choose 1}x_{2}&{n-2 \choose 2}x_{3}&{n-2 \choose 3}x_{4}&\cdots &\cdots &x_{n-1}\\\\0&-1&x_{1}&{n-3 \choose 1}x_{2}&{n-3 \choose 2}x_{3}&\cdots &\cdots &x_{n-2}\\\\0&0&-1&x_{1}&{n-4 \choose 1}x_{2}&\cdots &\cdots &x_{n-3}\\\\0&0&0&-1&x_{1}&\cdots &\cdots &x_{n-4}\\\\0&0&0&0&-1&\cdots &\cdots &x_{n-5}\\\\\vdots &\vdots &\vdots &\vdots &\vdots &\ddots &\ddots &\vdots \\\\0&0&0&0&0&\cdots &-1&x_{1}\end{bmatrix}}.}

## Значај у комбинаторици
Белови парцијални полиноми {\displaystyle B_{n,k}} показују на колико се начина неки број n може приказати као сума k различитих бројева. Нпр:
{\displaystyle B_{6,3}(x_{1},x_{2},x_{3},x_{4})=15x_{4}x_{1}^{2}+60x_{3}x_{2}x_{1}+15x_{2}^{3}}
показује да има
15 начина да се скуп од 6 прикаже као 4 + 1 + 1,
60 начина да се скуп од 6 прикаже као 3 + 2 + 1, и
15 начина да се скуп од 6 прикаже као 2 + 2 + 2.

## Својства
{\displaystyle B_{n,k}(1!,2!,\dots ,(n-k+1)!)={\binom {n}{k}}{\binom {n-1}{k-1}}(n-k)!}
У случају када су сви xi једнаки 1 Белови полиноми {\displaystyle B_{n,k}(x_{1},x_{2},..)} су онда једнаки Стирлинговим бројевима друге врсте:
{\displaystyle B_{n,k}(1,1,\dots )=S(n,k)=\left\{{n \atop k}\right\}.}
Сума таквих Белових полинома представља n-ти Белов број:
{\displaystyle \sum _{k=1}^{n}B_{n,k}(1,1,1,\dots )=\sum _{k=1}^{n}\left\{{n \atop k}\right\}}
Белови полиноми се сусрећу и у следећој формули развоја у ред:
{\displaystyle \exp \left(\sum _{n=1}^{\infty }{a_{n} \over n!}x^{n}\right)=\sum _{n=0}^{\infty }{B_{n}(a_{1},\dots ,a_{n}) \over n!}x^{n}.}

## Полиномни низ
За низ бројева a1, a2, a3, …претпоставимо:
{\displaystyle p_{n}(x)=\sum _{k=1}^{n}B_{n,k}(a_{1},\dots ,a_{n-k+1})x^{k}.}
Тај низ је биномнога типа, тј задовољава:
{\displaystyle p_{n}(x+y)=\sum _{k=0}^{n}{n \choose k}p_{k}(x)p_{n-k}(y)} за n ≥ 0.